# Diana Sánchez (bailarina)
Diana María Sánchez Palomino (San Martín de Porres, 4 de febrero de 1987) es una bailarina y personalidad de televisión peruana. Alcanzó la popularidad por haber sido partícipe de los programas de telerrealidad de su país durante los años 2010 y 2020.

## Biografía
Nació el 4 de febrero de 1987 en San Martín de Porres, distrito de la capital peruana Lima, bajo el nombre completo de Diana María Sánchez Palomino. A los 12 años se inició en el mundo del baile, participando en un concurso organizado por Raúl Romero. Estudió la carrera de ciencias de la comunicación y a la vez, se dedicó a sus trabajos de bailarina y animadora infantil en eventos privados. Cumpliendo la mayoría de edad, se desempeñó como porrista del equipo de fútbol Alianza Lima por un breve tiempo.
Pero fue hasta el año 2011, cuando iniciaría su incursión oficial en la televisión peruana, incluyéndose al elenco principal del reality show de competencias Combate de ATV, en la que llegaría a alcanzar al estrellato, asumiendo el rol de competidora y se mantuvo por varias temporadas consecutivas en el canal hasta su renuncia por motivos personales en 2015, regresando para la última temporada de 2018. Además, estuvo en negociaciones para debutar como presentadora de televisión.
En el año 2016, firma un contrato temporal con la televisora América Televisión, incorporándose al otro programa del mismo género televisivo Esto es guerra, como participante de la temporada de receso del dicho espacio El origen de la lucha. Durante esa época, se incursiona como empresaria, lanzando su propia línea de ropa femenina DSP.
En el año 2017, fue participante del reality de baile El gran show del mismo canal, donde se consagra ganadora de la décima temporada del dicho concurso. Al poco tiempo, fue anunciada para ser parte del formato Campeonato Internacional de Baile en representación de su país junto a las otras artistas Karen Dejo y Milett Figueroa, en el cual no se presentó a la competencia.
Sánchez vuelve al canal América para incorporarse al elenco principal del programa televisivo Reinas del show en 2021, donde finalmente renunció a la competencia para viajar a los Estados Unidos por motivos de la salud de su pareja sentimental, el deportista Dan Guido, detectado con leucemia. En ese país, se especializó como árbitra de fútbol.
Años más tarde, fue anunciada como participante de la novena temporada del programa concurso culinario El gran chef famosos de Latina Televisión en 2024, compitiendo contra otras figuras locales. En 2025, fue nuevamente anunciada para copresentar el programa concurso Yo soy, que sustituyó a El gran chef famosos.

## Controversias

### Denuncia por maltrato a su pareja
En el año 2018, Sánchez fue denunciada por maltrato físico hacia su exesposo Harold Cortéz, mientras estaba en estado de ebriedad en la playa La Estrella, ubicada en el distrito de Miraflores, en la que según los testigos, Sánchez golpea con la llave de su auto a su pareja. Esto se dio en medio de una discusión de ambos, quienes entonces eran recién casados. A los pocos días de lo sucedido, fue detenida por la Policía, siendo finalmente puesta en libertad. Según en su entrevista para el canal ATV+, Sánchez se justificó, afirmando que no fue la causante de la agresión. Por otro lado, Cortéz asegura que no sufrió lesiones y solamente tuvo cortes en el rostro.

## Televisión
| Año       | Título                | Rol                        | Emisión            |
| --------- | --------------------- | -------------------------- | ------------------ |
| 2011-2015 | Combate               | Competidora                | ATV                |
| 2018      | Combate               | Competidora                | ATV                |
| 2016      | El origen de la lucha | Competidora                | América Televisión |
| 2017      | El gran show          | Participante (Ganadora)    | América Televisión |
| 2021      | Reinas del show       | Participante               | América Televisión |
| 2024      | El gran chef famosos  | Participante (Temporada 9) | Latina Televisión  |
| 2025      | Yo soy                | Presentadora               | Latina Televisión  |